# William Paterson (Jurist)

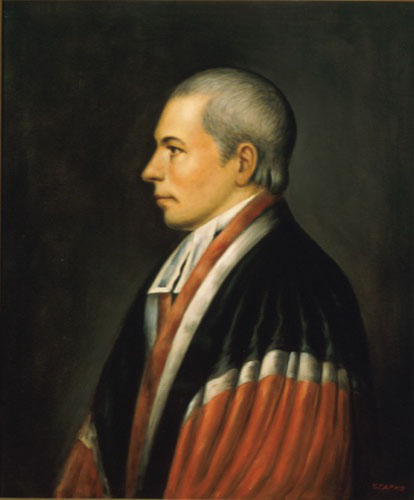
William Paterson

William Paterson (* 24. Dezember 1745 in der Grafschaft Antrim, Irland; † 9. September 1806 in Albany, New York) war ein US-amerikanischer Staatsmann, einer der Unterzeichner der Verfassung sowie Richter am Supreme Court.

## Leben
In Irland geboren, kam William Paterson im Alter von zwei Jahren nach Nordamerika. Mit 14 Jahren schrieb er sich an der Princeton University ein. Nach seinem Abschluss studierte er Jura bei dem prominenten Anwalt Richard Stockton und wurde 1768 in die Anwaltschaft aufgenommen.
Paterson wurde ein ausgesprochener Unterstützer der amerikanischen Unabhängigkeit. Auf dem Provincial Congress von New Jersey (1775–1776) sowie auf der verfassunggebenden Versammlung von New Jersey (1776) war er Delegierter für das Somerset County.
Nach der Unabhängigkeit wurde Paterson zum ersten Attorney General von New Jersey ernannt. In dieser Position hielt er Recht und Ordnung aufrecht und verschaffte sich den Ruf als bester Jurist des Staates. 1787 wurde er zur Philadelphia Convention entsandt, auf der man die Verfassung der Vereinigten Staaten ausarbeitete. Paterson brachte dort den so genannten New-Jersey-Plan ein. Nach Ausarbeitung eines Kompromissvorschlags war er einer der Unterzeichner der Verfassung.
William Paterson gehörte zu den ersten Senatoren der Vereinigten Staaten (1789–1790) und war anschließend Gouverneur von New Jersey (1790–1793). In dieser Funktion betreute er die Bereinigung und Kodifizierung des Rechtssystems von New Jersey. Auf Vorschlag von George Washington wurde er am 11. März 1793 zum Richter (Associate Justice) am United States Supreme Court ernannt. 1801 wurde er in die American Academy of Arts and Sciences gewählt. Das Amt des Richters übte er bis zu seinem Tod am 9. September 1806 aus.
Nach William Paterson sind die Stadt Paterson sowie die William Paterson University in Wayne benannt.